# Priest River
Priest River est une ville américaine située dans le comté de Bonner en Idaho.
Selon le recensement de 2010, Priest River compte 1 751 habitants. La municipalité s'étend sur 3,84 milles carrés (9,95 km2), dont 3,69 milles carrés (9,56 km2) de terres.